# Arrenurus pseudoaphelocercus
Arrenurus pseudoaphelocercus är en kvalsterart som beskrevs av Wilson 1959. Arrenurus pseudoaphelocercus ingår i släktet Arrenurus och familjen Arrenuridae. Inga underarter finns listade i Catalogue of Life.